# Joji Ikegami
Joji Ikegami (født 6. november 1994) er en japansk fodboldspiller, som spiller for den japanske fodboldklub Renofa Yamaguchi FC.